# Museu Elizabeth Aytai
Museu Municipal Elisabeth Aytai é um museu localizado na cidade de Monte Mor, interior de São Paulo.

## História
O museu foi fundado em 5 de Novembro de 1988, sendo resultado do trabalho do Dr. Desidério Aytai, antropólogo húngaro radicado no Brasil. A denominação deve ao fato de que foi sua esposa, Elisabeth Aytai, quem encontrou a primeira urna funerária na aldeia tupi, com 800-1000 anos de idade, em Monte Mor.

## Acervo
O museu possui um acervo variado, possuindo desde documentos de valor histórico, tais como o testamento do Barão de Monte Mor, de 1884, quanto objetos pré-históricos locais, encontrados em escavações iniciadas em 1972, no sítio Rage Maluf, entre outros. Um exemplo é uma urna funerária de 800 anos. Apresenta, também, objetos indígenas da região.
O acervo conta, ainda, com materiais relativos à numismática, periódicos e jornais históricos, fotografias, produção artístico local, biblioteca de interesse arqueológico.
O museu está credenciado pelo IPHAN (Instituto do Patrimônio Histórico e Artístico Nacional) como centro da arqueologia da região.